# اگرمونت، کامبریا
latitudeاگرمونت، کامبریاlongitudeاگرمونت، کامبریا
اگرمونت، کامبریا (به انگلیسی: Egremont, Cumbria) یک شهرک در بریتانیا است که در انگلستان واقع شده‌است.

## خصوصیات
اگرمونت ۷٬۴۴۴ نفر جمعیت دارد.